# 우다 신타로

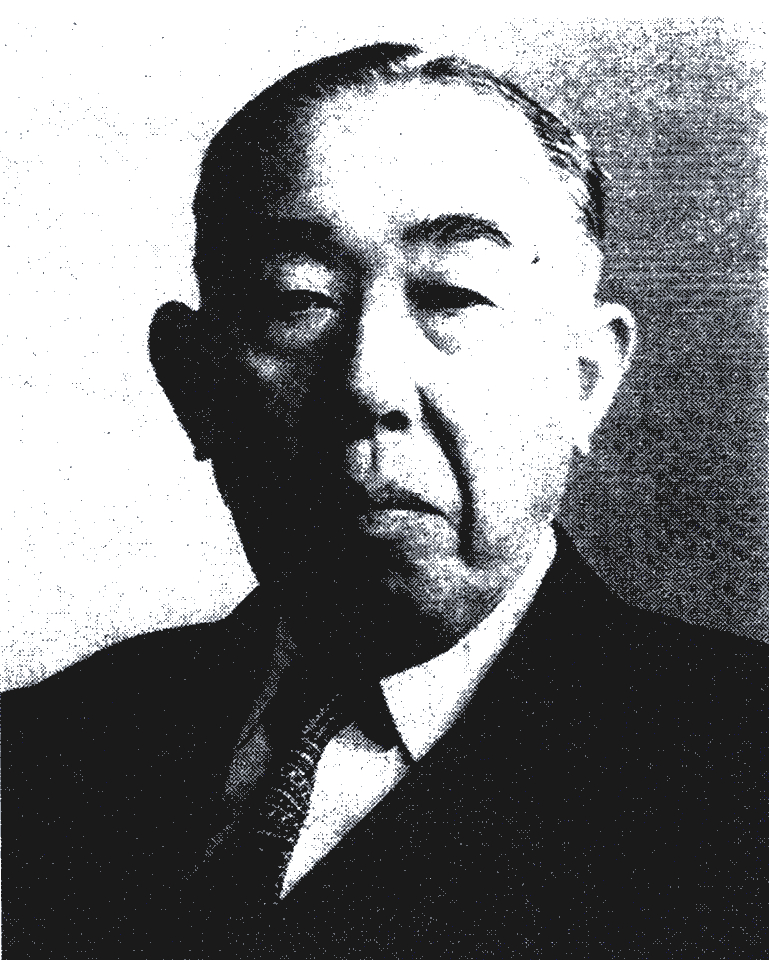

우다 신타로(일본어: 宇田 新太郎, 1896년 6월 1일 ~ 1976년 8월 18일)는 일본의 공학자, 발명가이다. 야기-우다 안테나의 개발자이다.
도야마현 출신. 히로시마 고등사범학교를 졸업하고 교사로 일하다가 도호쿠 대학에 입학하여 전기공학을 공부했다. 졸업 이후 공학자 야기 히데쓰구의 조교수로 있으면서 전기통신을 연구했고, 1926년 야기-우다 안테나를 개발하였다. 이는 거의 우다의 공헌으로 만들어졌으나 흔히 '야기 안테나'로 알려져있다.

## 같이 보기
- 야기 히데쓰구
- 야기-우다 안테나